# 컴퓨터 호환성
컴퓨터 호환성(computer compatibility)은 컴퓨터 모델 계열에서는 특정 모델에서 동작하는 특정 소프트웨어가 다른 모델의 모든 계열에서 실행할 수 있는 경우를 의미한다. 컴퓨터 모델은 성능, 신뢰성, 기타 특징에 따라 달라질 수 있다. 이러한 차이는 소프트웨어 실행의 결과에 영향을 줄 수 있다.

## 소프트웨어 호환성
소프트웨어 호환성은 특정 소프트웨어가 인텔 또는 파워PC와 같은 특정 CPU 아키텍처에서 실행되는 호환성을 의미할 수 있다. 소프트웨어 호환성은 소프트웨어가 특정 운영 체제에서 실행되는 능력을 의미할 수도 있다. 컴파일된 소프트웨어가 여러 다른 CPU 아키텍처와 호환되는 경우는 거의 없다. 일반적으로 응용 프로그램은 다양한 시스템과 호환될 수 있도록 다양한 CPU 아키텍처 및 운영 체제용으로 컴파일된다. 반면, 인터프리트(해석 처리)된 소프트웨어는 아키텍처나 운영 체제에 대해 인터프리터를 사용할 수 있는 경우 일반적으로 다양한 CPU 아키텍처 및 운영 체제에서 실행될 수 있다. 소프트웨어 비호환성은 소프트웨어가 의존하는 기능 중 일부가 누락될 수 있기 때문에 이전 버전의 운영 체제와 호환되지 않는 최신 버전의 운영 체제용으로 출시된 새 소프트웨어에서 여러 번 발생한다.

## 하드웨어 호환성
하드웨어 호환성은 특정 CPU 아키텍처, 버스, 메인보드 또는 운영체제와 컴퓨터 하드웨어 부품의 호환성을 의미할 수 있다. 호환되는 하드웨어는 명시된 최고 성능으로 항상 실행되지 않을 수도 있지만 그럼에도 불구하고 레거시 부품과 함께 작동할 수 있다. 예를 들어 RAM 칩이 있는데, 그 중 일부는 정격보다 낮은(또는 때로는 높은) 클럭 속도로 실행될 수 있다. 장치나 커널 드라이버를 사용할 수 없는 경우 한 운영 체제용으로 설계된 하드웨어가 다른 운영 체제에서는 작동하지 않을 수 있다. 예를 들어, iOS가 설치된 휴대폰에서는 안드로이드를 실행할 수 없다.

## 같이 보기
- 호환성 계층
- 상위 호환성
- 하위 호환성
- 크로스 플랫폼
- 에뮬레이터